# Perseo (constelación)
Perseo (Perseus) es una constelación destacada del hemisferio celeste norte. Fue incluida por el astrónomo Claudio Ptolomeo en su listado de 48 constelaciones en el siglo II d. C., y forma parte en la actualidad de las 88 constelaciones modernas reconocidas por la Unión Astronómica Internacional. Una de las características más conocidas de esta constelación es que en ella se encuentra el radiante de la lluvia de meteoros conocida como las Perseidas, que tiene lugar cada año en torno al mes de agosto. Este fenómeno es producido por los restos del cometa 109P/Swift-Tuttle y es uno de los eventos astronómicos más visibles desde la Tierra.
La constelación alberga además varios objetos notables del cielo profundo, entre los que destacan el Cúmulo Doble de Perseo (NGC 869 y NGC 884), observable a simple vista en cielos oscuros. También contiene otras estrellas brillantes como Mirfak (α Persei), que constituye el punto más luminoso de la constelación.
Perseo es visible durante gran parte del otoño y el invierno en el hemisferio norte, especialmente en las latitudes medias y altas.
Su nombre hace referencia al héroe de la mitología griega Perseo, célebre por haber decapitado a la gorgona Medusa. En la representación celeste tradicional, Perseo sostiene la cabeza de Medusa, en la que se encuentra la estrella Algol, también conocida como β Persei, una estrella variable eclipsante de gran interés astronómico.

## Características destacables

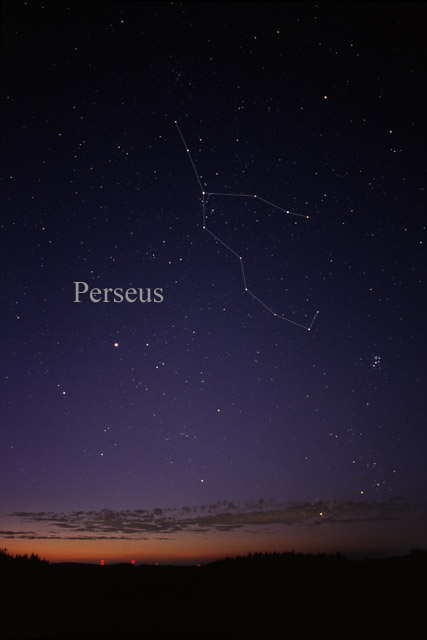
Constelación de Perseo.

Mirfak (α Persei), la estrella más brillante de Perseo, es una supergigante blanco-amarilla de tipo espectral F5Ib que brilla con una luminosidad equivalente a 8600 soles y tiene una masa de 8,5 masas solares.
Pero quizás la estrella más conocida de la constelación es Algol (β Persei), una de las binarias eclipsantes mejor conocidas, la primera de este tipo en ser descubierta, y también una de las primeras variables en ser reconocida como tal. Las dos estrellas responsables del eclipse tienen tipo espectral B8V y K0IV, si bien el sistema se completa con una tercera componente exterior de tipo A7m.
Además, Perseo cuenta con otras binarias eclipsantes. Así, γ Persei es un sistema cuyas dos principales componentes, una gigante de tipo G8III y una estrella blanca de tipo A3V, sufren un eclipse cada 14,6 años.
Muy semejante a este sistema es τ Persei —sus componentes son de tipo G8III y A7V— con un período orbital de 4,15 años y una excentricidad de la órbita ε = 0.73.
Otras binarias eclipsantes son AG Persei —en donde ambas estrellas, de tipo B3.5V, son casi idénticas— y V505 Persei —también con componentes iguales pero de tipo F5V—.
La tercera estrella más brillante de la constelación es ζ Persei, una supergigante azul caliente de tipo B1Ib —cuya temperatura es de 22 040 K— con una luminosidad equivalente a 105 000 veces la del Sol.
Le sigue, en cuanto a brillo, ε Persei, estrella blanco-azulada de tipo B0.5V cuya edad aproximada es de 15,4 millones de años. Es conocida como una «variable de espectro» extrema, ya que sus líneas de absorción varían rápidamente durante períodos múltiples, relacionados con su vez con pequeñas fluctuaciones de brillo.
δ Persei es también una gigante azul de tipo B5III con una edad de 50 millones de años.
η Persei, oficialmente llamada Miram, es una distante supergigante naranja de tipo espectral K3Ib cuyo diámetro es 173 veces más grande que el del Sol.
μ Persei y ν Persei son gigantes de tipo G0Ib y F5II respectivamente; la primera es 7 veces más masiva que el Sol y la segunda tiene una temperatura de 6560 K y una masa 4,8 veces mayor que la masa solar.
Atik —nombre oficial de ο Persei— es una binaria espectroscópica con un período orbital de 4,419  días cuyas componentes son de tipo B1III y B2V.
θ Persei e ι Persei son enanas amarillas parecidas al Sol: la primera, de tipo F7V, forma un sistema binario con una enana roja, mientras que la segunda tiene tipo espectral G0V, siendo algo más masiva y luminosa que nuestro Sol. Estas dos estrellas se encuentran a 36 y 34 años luz de la Tierra respectivamente.
53 Persei, subgigante de tipo B4IV, es la representante arquetípica de las «estrellas B pulsantes lentas» (SPB), en las cuales pulsaciones no radiales hacen que unas partes de la superficie estelar se muevan hacia fuera y otras hacia dentro, efecto que se aprecia en su espectro.
Perseo cuenta con varias supergigantes rojas variables.
S Persei, supergigante de tipo M4.5I, tiene un radio aproximadamente 1000 veces más grande que el del Sol y muestra emisión máser de H2O, SiO y OH.
W Persei, también de tipo M4.5I, es una variable semirregular con dos posibles períodos de 500 y 2900 días. Otras supergigantes similares son RS Persei, AD Persei y FZ Persei, todas ellas miembros del cúmulo NGC 884.
X Persei es un sistema binario constituido por una estrella azul caliente —cuya temperatura efectiva alcanza los 29 500 K— y una estrella de neutrones que completa una órbita en torno a ella cada 250 días. Otra variable, DY Persei, es el prototipo de las variables DY Persei, subclase de las variables R Coronae Borealis ricas en carbono.
Por otra parte, en 1901 se observó en la constelación una nova, denominada hoy GK Persei, que alcanzó magnitud +0,2, para después irse apagando hasta su brillo habitual (magnitud +13,1); desde 1966 ha mostrado estallidos recurrentes cada tres años.

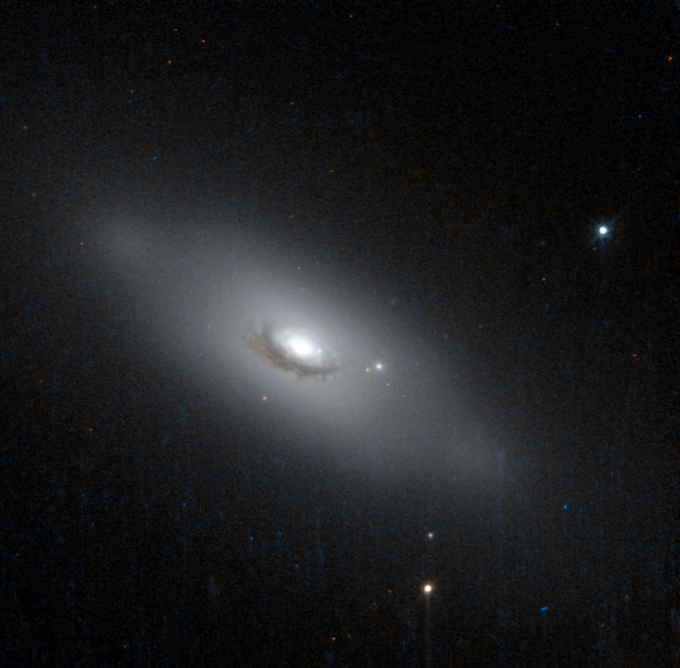
Galaxia NGC 1260

En Perseo se encuentran varios cúmulos abiertos, como M34, que contiene unas 400 estrellas; situado a 1530 años luz de distancia, tiene una edad aproximada de 200 millones de años.
Otro cúmulo abierto es el llamado cúmulo de Alfa Persei —por ser Mirfak su estrella más brillante—, distante 570 años luz y cuya edad es de 50 millones de años.
El cúmulo doble de Perseo, conocido también como h + χ Persei, hace referencia a dos cúmulos abiertos (NGC 869 y NGC 884) que se 
encuentran a 7600 años luz aproximadamente. Sus edades respectivas son 13 y 12,5 millones de años, por lo que son muy jóvenes.
También en esta constelación está la nebulosa planetaria M76, uno de los objetos más tenues del catálogo Messier, llamada también nebulosa Dumbbell Pequeña. Distante solo 3000 años luz, su estrella central tiene magnitud 17,48 y una temperatura de 140 000 K.
En cambio, NGC 1333 es una nebulosa de reflexión situada a 967 años luz de distancia.
Se localiza en la parte occidental de la Nube molecular de Perseo y es una región muy activa de formación estelar.
NGC 1260 es una galaxia distante unos 250 millones de años luz, miembro del cúmulo de Perseo (Abell 426), uno de los objetos más masivos del universo que contiene miles de galaxias. En esta galaxia fue observada SN 2006gy, supernova extremadamente energética; se ha especulado que pudo haber sido la conversión explosiva de una estrella de neutrones en una estrella de cuarks.
También en el cúmulo de Perseo está NGC 1275, en realidad un conjunto de dos galaxias, una delante de otra: la principal, que se encuentra en segundo plano, es una galaxia elíptica y delante de ella hay una galaxia espiral que se dirige hacia ella a una velocidad relativa de 3000 km/s. La galaxia elíptica es una galaxia cD con un núcleo activo y es una radiofuente importante que recibe el nombre de Perseus A (3C 84).

## Lluvia de meteoros: Perseidas
La constelación de Perseo da nombre a la lluvia de meteoros conocida como las Perseidas, cuyo radiante se encuentra en esta región del cielo. Este fenómeno ocurre anualmente entre mediados de julio y finales de agosto, alcanzando su máximo de actividad alrededor del 12 de agosto. Las Perseidas son producidas por los restos del cometa 109P/Swift-Tuttle, los cuales ingresan a la atmósfera terrestre a gran velocidad, generando brillantes destellos visibles a simple vista. Es una de las lluvias de meteoros más activas y observadas del año, especialmente en el hemisferio norte.

## Estrellas principales

Animación de la binaria eclipsante Algol obtenida a partir de imágenes del interferómetro CHARA en la banda-H del infrarrojo cercano.

- α Persei (Mirfak o Algenib), supergigante amarilla de magnitud 1,79, el astro más brillante de la constelación a 590 años luz.
- β Persei (Algol), representa el ojo de la gorgona Medusa. Es prototipo de todo un grupo de estrellas variables eclipsantes. Su magnitud aparente varía entre 2,12 y 3,39 en un período de 2,87 días. Es una estrella blanco-azulada.
- γ Persei, de magnitud 2,91 es un sistema estelar múltiple; sus dos principales componentes son una gigante amarilla y una estrella blanca.
- δ Persei, gigante azul de magnitud 2,99.
- ε Persei, de magnitud 2,98, estrella blanco-azulada.
- ζ Persei, la tercera estrella más brillante de magnitud 2,84, una supergigante blanco-azulada a 980 años luz.
- η Persei (Miram), distante supergigante naranja de magnitud 3,76. Se desconoce si una compañera de magnitud 8,5 situada a 28 segundos de arco está físicamente relacionada con ella.
- θ Persei, sistema binario compuesto por una enana amarilla y una enana roja.
- ι Persei, análogo solar distante 34 años luz de la Tierra.
- μ Persei, supergigante amarilla y binaria espectroscópica de magnitud 4,18.
- ν Persei, gigante luminosa blanco-amarilla de magnitud 3,78.
- ξ Persei (Menchib), estrella de tipo espectral O. Se piensa que es la que ilumina la nebulosa NGC 1499.
- ο Persei (Atik), binaria espectroscópica de magnitud 3,83.
- ρ Persei (Gorgonea Tertia), de magnitud variable entre 3,3 y 4,0, gigante roja y variable semirregular.
- τ Persei, binaria eclipsante, en donde durante el eclipse de dos días de duración su magnitud disminuye de 3,93 a 4,07.
- ω Persei (Gorgonea Quarta), gigante naranja de magnitud 4,61.
- 3 Persei, subgigante anaranjada de magnitud 5,71.
- 12 Persei, binaria espectroscópica compuesta por dos enanas amarillas.
- 16 Persei, gigante blanco-amarilla de magnitud 4,20.

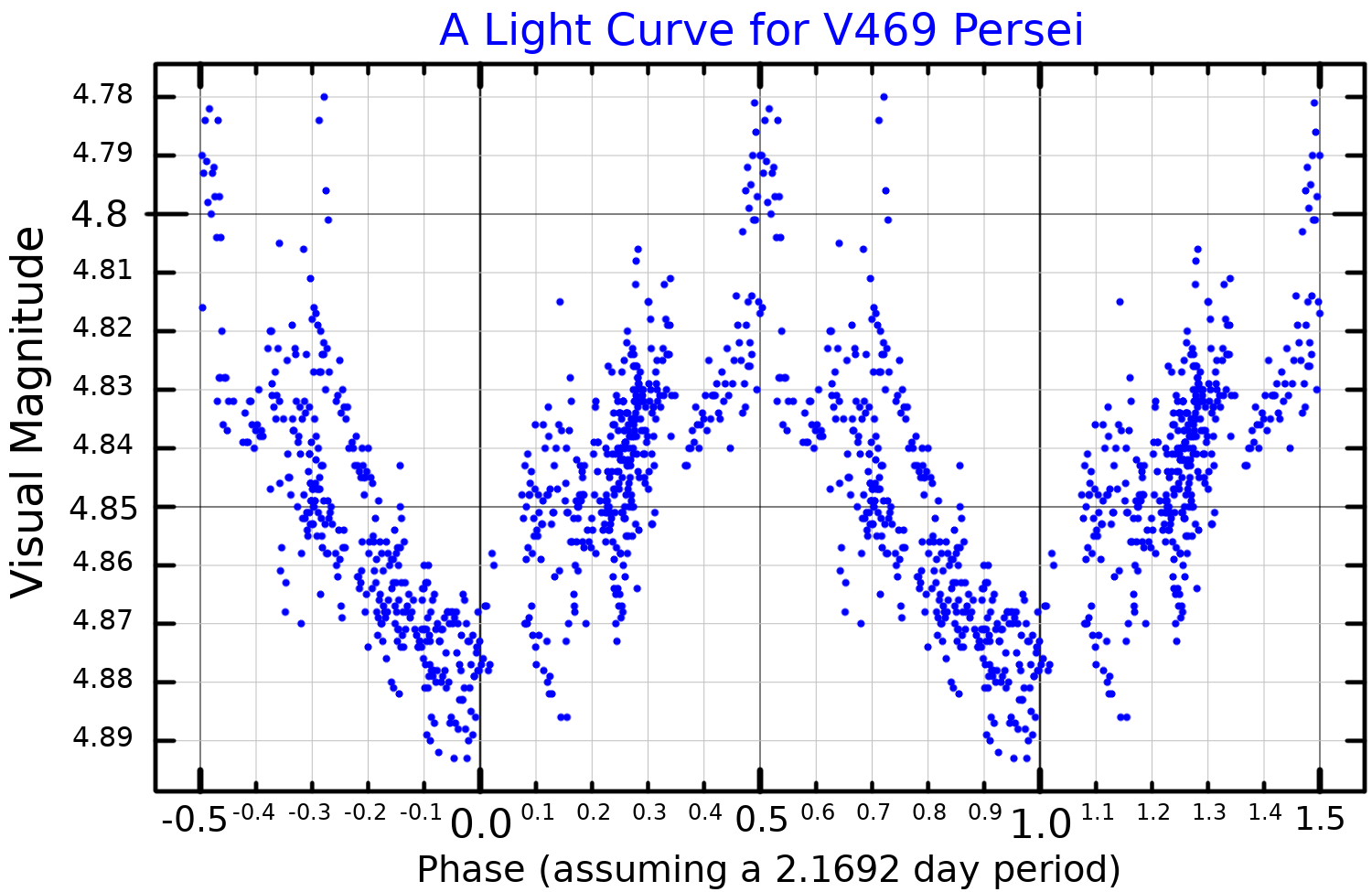
Curva de luz de la estrella pulsante 53 Persei

- 40 Persei (o Persei), masiva estrella azul de magnitud 4,98.
- 48 Persei (c Persei), estrella Be de magnitud 4,00 cuyo brillo varía una décima de magnitud sin un período definido.
- 49 Persei, gigante o subgigante naranja de magnitud 6,09.
- 50 Persei, joven estrella de magnitud 5,50 rodeada por un disco de polvo.
- 53 Persei (d Persei), estrella de magnitud 4,81 prototipo de las estrellas B pulsantes lentas.
- S Persei, supergigante roja de brillo variable entre magnitud 7,9 y 12,0.
- W Persei, supergigante roja de gran tamaño y variable semirregular; su brillo fluctúa entre magnitud 8,7 y 11,3.
- X Persei, de magnitud variable de 6,1 a 7, es un sistema binario formado por una estrella azul caliente y una estrella de neutrones.

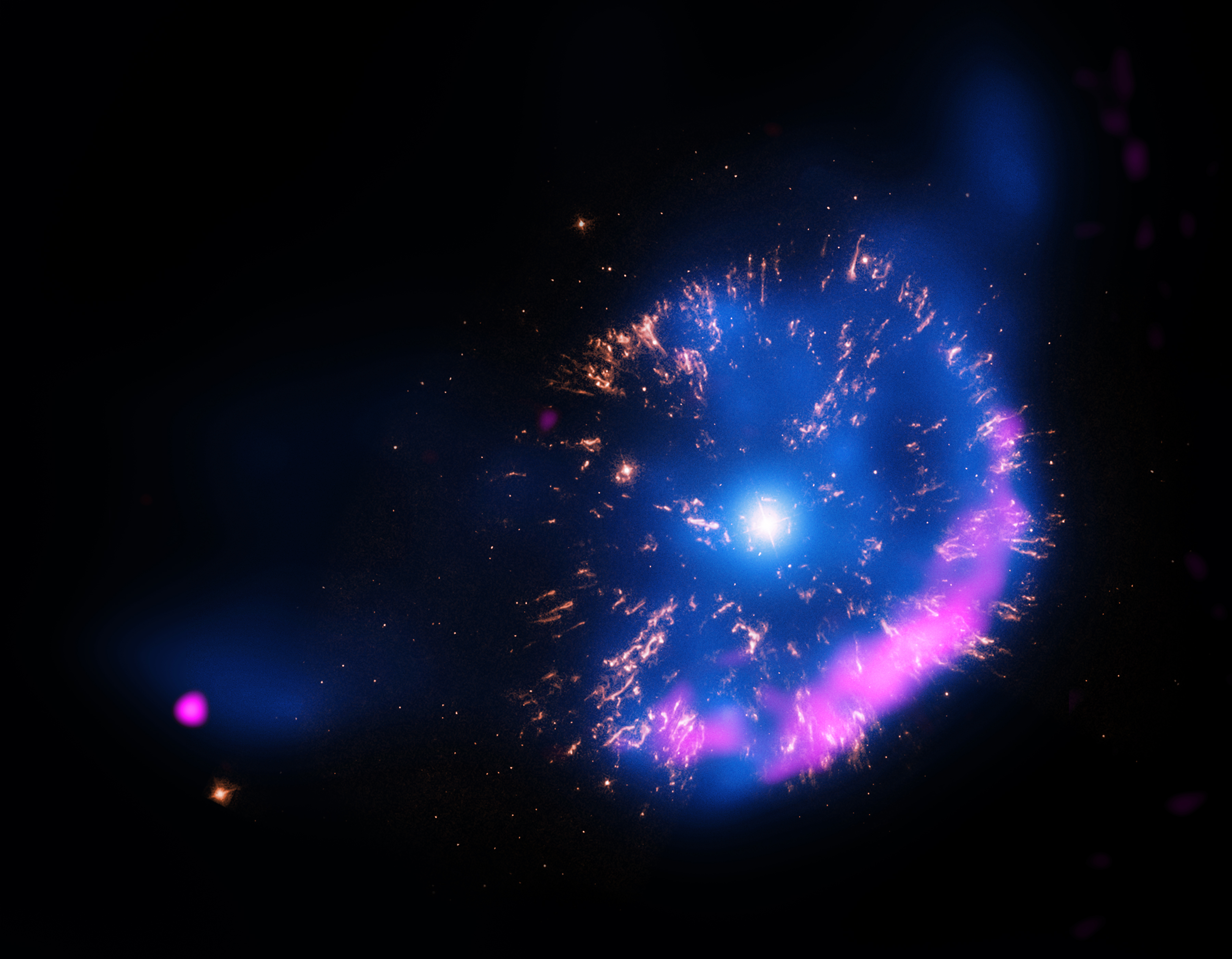
Imagen de GK Persei que combina luz visible, rayos X y ondas de radio.

- RS Persei, AD Persei y FZ Persei, supergigantes rojas y variables semirregulares; las tres son miembros de NGC 884.
- XY Persei, variable Orión y estrella Herbig Ae/Be.
- YZ Persei, supergigante roja variable.
- AG Persei, binaria eclipsante de magnitud 6,69 compuesta por dos estrellas blanco-azuladas.
- BU Persei, supergigante del cúmulo NGC 869.
- GK Persei (Nova Persei 1901), nova descubierta en el año 1901; es una estrella binaria formada por una estrella naranja y una enana blanca.
- IK Persei, estrella binaria de contacto de magnitud 11,5.
- KP Persei, variable Beta Cephei de magnitud 6,41.
- V505 Persei, binaria eclipsante de magnitud 6,87.
- HD 17092, gigante naranja en donde se ha descubierto un planeta extrasolar.
- GJ 3136, tenue enana roja y estrella fulgurante distante 46,6 años luz.
- GD 61, enana blanca cuya atmósfera está contaminada por elementos pesados.
- L1448MM, joven estrella de tipo solar a 750 años luz. Gracias al instrumento HIFI, a bordo del telescopio espacial Herschel, no solo se han descubierto grandes cantidades de vapor agua en la vecindad de esta protoestrella,[37] sino que se ha constatado que el gas se aleja de ella a gran velocidad.[38]

## Objetos de cielo profundo

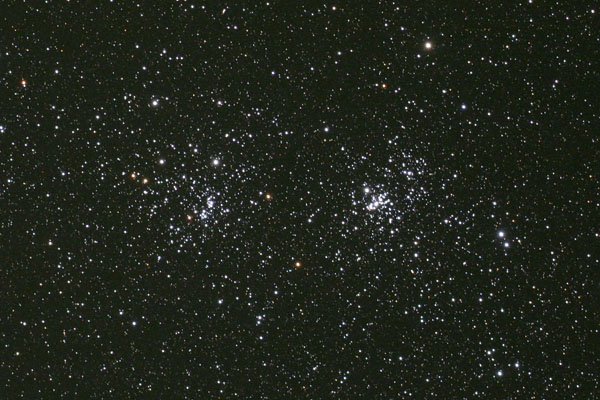
Cúmulo Doble de Perseo (h + χ Persei).

- h + χ Persei, dos cúmulos abiertos (NGC 869 y NGC 884 respectivamente) de los más hermosos que se pueden observar con binoculares y pequeños telescopios. Se encuentran a más de 7000 años luz y están separados entre sí varios cientos de años luz.
- M34, de magnitud aparente 5,5, consta de unas 100 estrellas dispersas en un área mayor que el de la luna llena. Su diámetro real es de unos 14 años luz. M34 se puede resolver con binoculares, pero es preferible utilizar un telescopio con pocos aumentos.
- M76, nebulosa planetaria también llamada Nebulosa Dumbell Pequeña, mide 65 arcsec y su brillo aparente es de 10,1.
- NGC 1499, también llamada Nebulosa California, es una nebulosa de emisión, difícil de ver a simple vista.
- NGC 1333, una nebulosa de reflexión y un lugar de formación de estrellas.
- NGC 1023, galaxia lenticular brillante.
- NGC 1260, galaxia espiral donde apareció uno de los objetos más brillantes del universo, la supernova SN 2006gy.
- NGC 1275, conjunto de dos galaxias distintas, una delante de la otra.
- Radiogalaxia 0402+379, en donde se han descubierto dos agujeros negros supermasivos orbitando entre sí a solo 24 años luz.

## Mitología

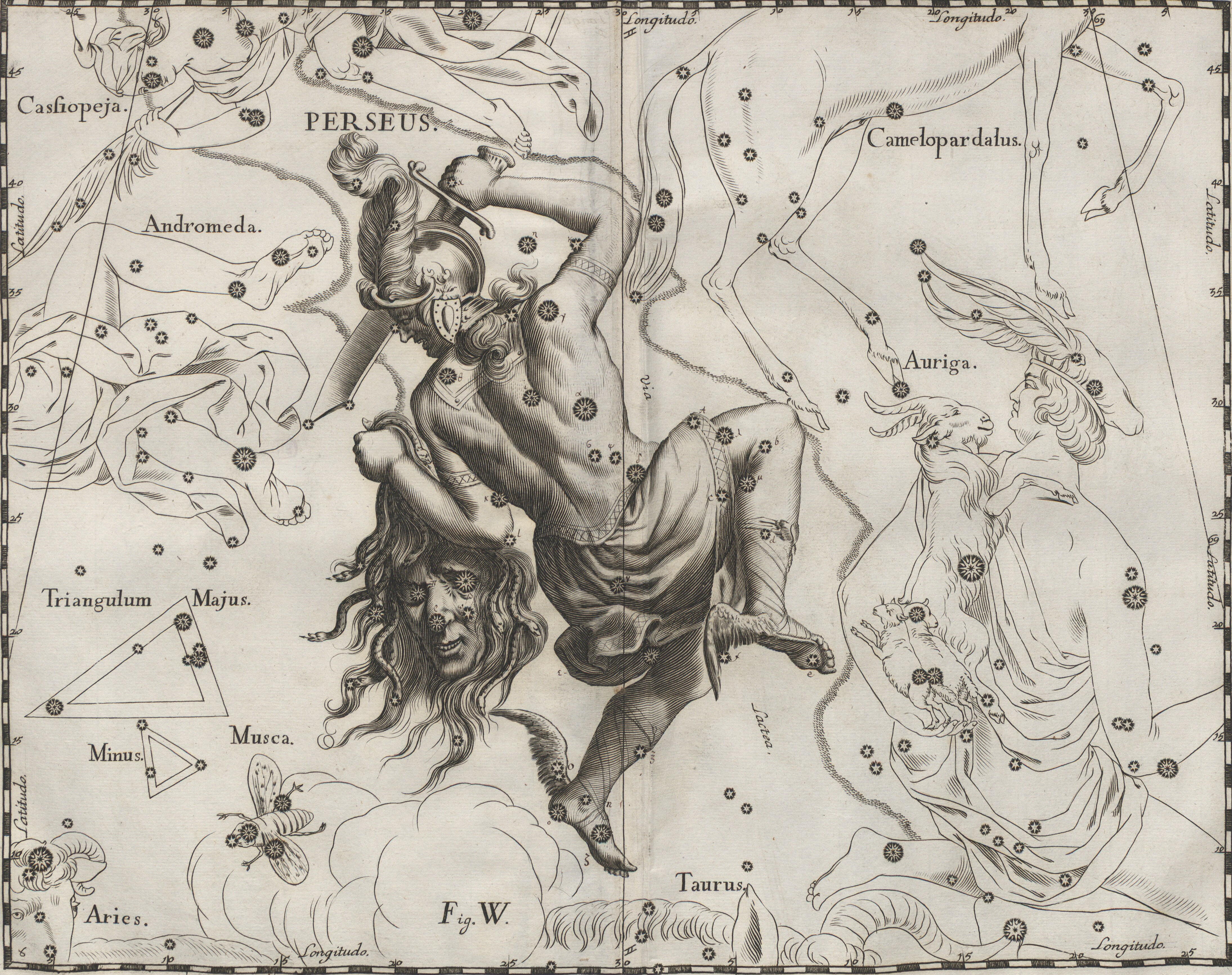
Perseo.

El catasterismo de Perseo, según la mitología griega, y en palabras de Eratóstenes, se cuenta que fue colocado entre los astros por su fama. Pues Zeus lo engendró tras unirse a Dánae en forma de oro. Cuando fue enviado por Polidectes, hijo de Magnes, contra las Gorgonas, se hizo con el yelmo (petasus) y las sandalias (talaria) de Hermes, quien lo amaba, y gracias a las cuales se desplazaba a través del aire. El yelmo pertenecía en persona a Hades y lo volvía invisible. Parece que también obtuvo de Hefesto una hoz adamantina. Según dice Esquilo, el poeta trágico, en las Fórcides, las Gorgonas contaban con las Grayas como guardianas. Estas tenían un solo ojo y se lo iban pasando de unas a otras según sus turnos de guardia. Perseo, que las observó cuando se lo pasaban, se hizo con él y lo arrojó a la laguna Tritónide; de esta forma quedaron ciegas y así llegó hasta las Gorgonas, que estaban dormidas. Segó la cabeza de Medusa, la cual se puso Atenea en torno a su pecho. A Perseo le concedió un puesto entre los astros, desde el cual se le ve sosteniendo incluso la cabeza de la Gorgona. Pero Evémero dice que fue la propia Atenea quien mató a la Gorgona. 
Las constelaciones de Cefeo, Casiopea, Andrómeda, Perseo y Cetus también están vinculados en las leyendas de sus catasterismos.